# Nordwaldkammweg
Nordwaldkammweg je turistická stezka v česko-rakouské pohraniční oblasti, trasa se vzhledem k politickým okolnostem (Železná opona) musela několikrát měnit.

## Historie česko-rakouské Nordwaldkammweg
V roce 1888, turistický průvodce připravil stezku po hranicích Česka a Rakousko-Uherska. Nordwaldkammweg byl pak vyznačen v roce 1910 a fungoval i v meziválečném období a během druhé světové války, částečně na rakouské a částečně na české straně.
Dnes je plán takový, že budou historické chodníky opraveny za využití fondů Evropské unie, a začleněny do rakouské části Nordwaldkammweg. Turisté by pak mohli putovat nedotčenými částmi česko-rakouského pohraničí. Označení cest se v českých zemích dosud nepodařilo díky dlouhému schvalovacímu procesu českých orgánů. Do českých národních parků se nesmí vstupovat a nebo je pohyb dovolen pouze po značených stezkách.

## Rakouský Nordwaldkammweg
Dnes je Nordwaldkammweg asi 140 km dlouhý a je podporován rakouským Alpským spolkem, který se stará o části trasy. Stezka vede částečně po evropském rozvodí a je do značné míry totožná s Evropskou dálkovou turistickou stezkou E6.